# Attack (группа)
Attack — немецкая хэви-метал группа, основанная в Нордхорне в 1983 году Рики ван Хельденом, и который является единственным постоянным участником коллектива со дня основания.

## История
Всего через шесть месяцев после основания группы был записан дебютный альбом Danger in the Air. После этого последовал тур по Германии, а затем в 1985 году был выпущен второй LP Return of the Evil. После дальнейших туров и записи третьего альбома Beast Killer из-за проблем с менеджментом и звукозаписывающей компанией группа была вынуждена взять перерыв. В 1992 году, на собственном лейбле группы Island Records, выходит новый альбом Seven Years in the Past. Он принес группе долгосрочные контракты с Victor Entertainment и Virgin Music и привлек к группе дополнительное международное внимание. В 1997 году группа вернулась в студию, чтобы записать пластинку Deadlocked. В новый состав вошли барабанщик Фрэнк Ульрих (бывший участник Grave Digger и Living Death) и один из основателей группы Томас Сент-Джонсон. После записи Рики ван Хельден, который до этого момента был единственным постоянным членом группы, по неизвестным причинам на время ушел с музыкальной сцены. В конце 2011 года греческий лейбл Lighten the Underground выпустил лимитированную виниловую версию альбома 1995 года The Secret Place. В то же время CD-версия альбома была выпущена греческой компанией Steel Legacy. В том же году немецкая звукозаписывающая компания Mighty Monster Records выпустила сборник под названием Warriors of Time.

## Музыкальный стиль
Стилистически группу сложно классифицировать, поскольку им неоднократно удавалось объединить классические элементы таких композиторов как Эдвард Григ, Модест Мусоргский и Иоганн Себастьян Бах с прогрессивными элементами хэви-метала. Благодаря использованию виолончели, флейты, скрипки и подобных инструментов, группа отличалась от многих других современников, но при этом не упускала четкой структуры песен. Даже частая смена состава группы не изменила базовую концепцию. Лирика в основном включает сказочные, мистические темы средневековья, которые иногда снабжаются социально-критическими указаниями на современность.

## Дискография

### Студийные альбомы
- Danger in the Air (1984)
- Return of the Evil (1985)
- Beastkiller (1986)
- Destinies of War (1989)
- Seven Years in the Past (1992)
- The Secret Place (1995)

### Демо
- Demo '84 (1984)
- Mouse in a Maze (1984)
- Demo '85 (1985)

### Компиляции
- Revitalize (1994)
- Warriors of Time (2011)

## Участники
- Ricky van Helden — вокал, бас-гитара, акустическая гитара, клавишные, флейта
- Peter Oko — гитары
- Атанасиос Тсоукас — все ударные

### Гитаристы
- Энди Каммер (1984)
- Хельге Энгельке (1984)
- Петер Гастманн (1984)
- Йорг Франц (1985)
- Энди Нивидок (1985)
- Петер Гётткер (1985)
- Герд Зосснирц (1985)
- Шредди Рёперт (1989)
- Йенс Петерсен (1992)
- Вальтер Мюллер
- Маттиас Хорншух

### Барабанщики
- Томас Эверманн (1985)
- Анатанисиос Цокас (1989,1995)
- Алекс Кольмейер
- Арчи Кёллер